# Dante Bertoli
Dante Bertoli (Sassuolo, 28 gennaio 1913 – Velletri, 11 settembre 1996) è stato un lottatore italiano.

## Biografia

### Carriera da lottatore
Nato a Sassuolo nel 1913, nel 1934 divenne campione nazionale in lotta greco-romana (pesi gallo), gareggiando per la Sempre Avanti della sua città natale.
Nel 1936 partecipò ai Giochi olimpici di Berlino, dove rappresentò l'Italia nella lotta greco-romana nella categoria dei pesi gallo. Superò i primi due turni rispettivamente ai punti contro l'estone Evald Sikk e per schienata contro l'egiziano Ali Erfan. Venne a sua volta sconfitto per schienata al terzo turno dal rumeno Iosif Töjär, per poi venire squalificato al quarto turno a causa di un infortunio. Nello stesso anno, vinse il secondo titolo nazionale, stavolta nella lotta stile-libero (pesi gallo), con la S.S. Parioli di Roma.
Nel 1937, in occasione dei campionati europei di lotta greco-romana tenutisi a Parigi, si classificò quinto nei 56 kg (pesi gallo). Tre anni dopo, nel 1940, vinse l'ultimo titolo nazionale nuovamente nella lotta stile-libero (pesi piuma) con il Dopolavoro Mater di Roma.
Nel 1942 vinse nella categoria dei pesi leggeri al campionato regionale del Lazio e divenne uno dei dieci allenatori di prima classe riconosciuti dalla FIAP. Nello stesso anno e l'anno successivo, divenne campione italiano di lotta greco-romana a squadre, gareggiando nei pesi piuma con il G.S. 1º Corpo de Vigili del Fuoco di Roma, di cui fu contemporaneamente allenatore.

### Carriera da allenatore e membro della FIAP
Nel dopoguerra proseguì la sua attività di allenatore. Degna di nota è la vittoria del G.S. Brunetti-S.C.A. di Roma da lui allenato nel campionato di lotta greco-romana a squadre del 1968, che interruppe inaspettatamente il lungo predominio del C.S. FIAT.
Nel 1949 venne eletto presidente del Comitato regionale della FIAP nel Lazio e nel 1952 consigliere federale, oltre a essere membro delle commissioni tecniche di lotta nominate tra il 1946 e il 1955. Nel 1957 venne eletto presidente della commissione allenatori. In occasione dei Giochi olimpici di Roma, venne nominato direttore dell’impianto delle gare di lotta alla Basilica di Massenzio.
Ricevette il Premio Valens (1957), la stella di bronzo al merito sportivo (1970) e la medaglia d’onore al merito sportivo della FILPJ (1982).
Morì a Velletri nel 1996, all'età di 83 anni.